# Holopus alidis
Holopus alidis is een zeelelie uit de familie Holopodidae.
De wetenschappelijke naam van de soort werd in 1991 gepubliceerd door Bourseau, Améziane-Cominardi, Avocat & Roux.